# Siouxsie Sioux
Siouxsie Sioux   (Southwark, 27 de maig de 1957) Susan Janet Ballion, és una cantant, compositora, música i productora anglesa. És coneguda per haver estat la líder del grup de rock alternatiu Siouxsie and the Banshees (1976–1996) i el duo The Creatures (1981–2005). Siouxsie and the Banshees va publicar 11 àlbums d'estudi i va aconseguir posar uns quants senzills al Top 20 del Regne Unit, incloent "Hong Kong Garden", "Happy House", "Peek-a-Boo", més un Top 25 de la llista Billboard dels EUA "Kiss for Them for me". Amb The Creatures, Siouxsie va enregistrar quatre àlbums d'estudi i el senzill d'impacte "Right Now". També ha cantat amb artistes com Morrissey i John Cale. Després de la dissolució dels Creatures a meitat dels 2000, va continuar la seva carrera en solitari, utilitzant el nom Siouxsie, i va publicar Mantaray el 2007, amb molt bones crítiques.
AllMusic va dir de Siouxsie que era "una de les cantants britàniques més influents de l'era del rock". Les seves cançons han estat versionades per Jeff Buckley, Tricky i LCD Soundsystem. Els seus enregistraments també han estat elogiats per artistes com PJ Harvey i TV On Radio. En 2011, se li va ser atorgat un premi Q Award per Contribució Excepcional a Música  i en l'edició 2012 dels premis Ivor Novello, va rebre el Premi d'Inspiració.

## Biografia
Siouxsie va néixer com a Susan Janet Ballion el 27 de maig de 1957 al Guy's Hospital de Southwark, Anglaterra. És 10 anys més jove que el seu dos germans (noi i noia) que van néixer mentre la família vivia al Congo belga. Els seus pares es van conèixer en aquella colònia i es van quedar treballar allà per uns quants anys. La seva mare, Betty, era de descendència mig escocesa i anglesa, secretària bilingüe que parlava francès. El seu pare era un bacteriòleg que munyia verí de serps, i era való de la part francòfona de Bèlgica. A mitjans de la dècada dels cinquanta, abans del naixement de Siouxsie, la família es traslladà a Anglaterra. Els Ballion vivien en un districte suburbà a Chislehurst. Siouxsie va tenir una joventut aïllada. No podia convidar els seus amics a casa, perquè el seu pare era alcohòlic i estava a l'atur. Era conscient que la seva família era diferent. Els Ballion no s'implicaven en la comunitat i Siouxie era conscient que casa seva era diferent de les dels veïns. Per una altra banda, "la vida en tota la seva normalitat ens passava per davant". Més tard va dir: "Els suburbis van inspirar un intens odi".
Als 9 anys, Susan i una amiga van patir una agressió sexual. Tant la policia com la seva família van fer com si no hagués passat res. L'episodi esdevingué un element silenciat per la família. Des d'aquell moment, va començar a adquirir falta de respecte pels adults. Anys més tard, va afirmar: "Vaig créixer sense tenir fe en els adults com a persones responsables. I sent la més petita de la família, estava aïllada, no tenia ningú en qui confiar. Vaig inventar el meu propi món, la meva pròpia realitat. Era la meva pròpia manera de defensar-me: protegir-me del món exterior. L'única manera que vaig poder fer sobre com sobreviure era aconseguir una armadura forta".
El seu pare va morir d'alcoholisme quan Siouxsie tenia 14 anys, causant un efecte advers immediat sobre la seva salut. Va perdre molt pes i va començar a faltar a l'escola. Després de diversos diagnòstics erronis, va ser operada i va sobreviure a un atac de colitis ulcerosa Durant les setmanes de recuperació a mitjans de 1972, va mirar la televisió a l'hospital i va veure David Bowie a Top of the Pops.
Als 17 anys, va deixar l'escola. Va ser durant aquest període quan va començar a freqüentar les discoteques locals de gais on la majoria dels amics de la seva germana solien anar. Va introduir els seus propis amics a aquest ambient. El novembre de 1975, un jove grup anomenat Sex Pistols va actuar a la universitat d'art local de Chislehurst. Siouxsie no va assistir, però un dels seus amics li va dir que el cantant amenaçava la filada d'estudiants presents en aquest concert. Va afegir que sonaven com els Stooges. Al febrer de 1976, Siouxsie i el seu amic Steven Severin (encara anomenat Steven Bailey) van anar a veure actuar els Sex Pistols a la capital. Després de xerrar amb els membres de la banda, Siouxsie i Severin van decidir seguir-los regularment En els mesos següents, la periodista Caroline Coon va encunyar el terme "Bromley Contingent" per descriure aquest grup d'adolescents excèntrics seguidors incondicionals dels Sex Pistols.
Siouxsie esdevingué ben coneguda en l'escena dels clubs de Londres pel seu glam, roba fetitx i equipament de bondage, el qual més tard esdevindria part de la moda punk. Ella també més tard caracteritzà l'estil estètic gòtic amb el seu maquillatge d'ulls de gat, pintallavis vermell profund, cabell punxegut tenyit de negre i roba negra.
A principis de setembre de 1976, el Contingent de Bromley va seguir The Sex Pistols a França, on Siouxsie va ser interpel·lada per portar un sostenidor sense copes i un braçalet negre amb una esvàstica sobre ell. Va afirmar que la seva intenció era sorprendre a la burgesia, no fer una declaració política. Més tard va escriure la cançó "Metal Postal (Mittageisen)" en memòria de l'artista anti-Nazi John Heartfield).
Seguint les consignes del "do it yourself" i la idea que la gent de l'audiència podria ser la gent de l'escenari, Siouxsie i Severin van decidir formar una banda. Quan es va obrir la possibilitat d'uns minuts de suport al 100 Club Punk Festival (organitzat per Malcolm McLaren), van decidir fer un intent d'improvisar, encara que en aquest moment no van saber tocar cap cançó. El 20 de setembre de 1976, la banda va improvisar música mentre Siouxsie cantava "The Lord's Prayer". L'actuació va durar 20 minuts.

Per a Jon Savage, ella era "diferent a cap altra cantant d'abans o contemporània distant, totalment moderna." Va obrir una nova era per a les dones en la música, com va comentar posteriorment Viv Albertine dels Slits: 
"Siouxsie acaba d'aparèixer completament, totalment controlada, completament segura. Em va empènyer totalment. Allà estava fent alguna cosa que m'atreveixo a somiar, però ella la va agafar i ho va fer i es va emportar la resta de festival per a mi. Això fou ella. Ni tan sols puc recordar tot el que va passar, excepte la seva actuació".
Un dels primers aspectes públics de Siouxsie va ser amb els Sex Pistols en el programa de televisió de Bill Grundy, a Thames Television al desembre de 1976. Al costat de la banda, Siouxsie es va burlar del presentador quan li va preguntar com estava fent. Ella va respondre: "Sempre he volgut conèixer-te, Bill". Grundy, que estava borratxo, va suggerir una reunió després de l'espectacle. Això va provocar directament una reacció del guitarrista Steve Jones, que va respondre amb una sèrie d'expletius mai escoltats abans a la televisió de primera hora de la tarda. Aquest episodi va crear un furor mediàtic a les portades de diversos tabloides, inclòs el Daily Mirror, que va publicar el títol "Siouxsie's a Punk Shocker". Aquest esdeveniment va tenir un impacte important en la carrera posterior de Sex Pistols i, des d'aquell vespre, es va convertir en un nom familiar.
No m'agradaven els tòpics presentats per la premsa, Siouxsie es va distanciar d'aquesta escena i va deixar de veure Sex Pistols. Va decidir concentrar tota la seva energia en la seva pròpia banda, Siouxsie and the Banshees.

### Siouxsie and the Banshees, i the Creatures (1977–2003)
El 1977, Siouxsie va començar un tour per Anglaterra com Siouxsie and the Banshees. Un any més tard, el seu primer single, "Hong Kong Garden", va aconseguir el número 7 en el la carta de senzills del Regne Unit. Era música pop fàcil i encomanadís. Amb el seu motiu d'estil xilòfon oriental, Melody Maker ho va considerar "un debut gloriós […] Tots els elements s'uneixen amb un efecte notable. La cançó és estrident i poderosa amb rimes guiats de guitarra orientals, a més de paraules i veus que són el resultat d'indignació, de menyspreu i d'aïllament. Ningú no serà assenyalat perquè tothom és part integrant del tot. Fins i tot podria ser un èxit".
El seu primer àlbum, The Scream, era un dels primers àlbums post-punk que es van llançar al mercat. Va rebre una qualificació de 5 estrelles en el magazine Sounds i Record Mirror. La darrera revista digué que l'enregistrament "apunta al futur; música real per la nova era". La música era diferent a la del single; era angular, fosca i irregular. The Scream va ser lloat per NME com un dels millors àlbums de debut de tots els temps juntament amb Horses de Patti Smith. Join hands va seguir el 1979 amb la guerra com el tema de les lletres.
L'àlbum Kaleidoscope (1980) va marcar un canvi en direcció musical amb l'arribada de John McGeoch, "un dels guitarristes més innovadors i influents dels darrers 30 anys" segons The Guardian. El senzill d'impacte "Happy House" va ser qualificat de "gran pop" amb "guitarra líquida" i altres cançons com "Red Light" eren tenien "capes suplementàries de sons electrònics". Kaleidoscope va ampliar l'audiència de Siouxsie, arribant al top 5 de les llistes britàniques. Juju va seguir el 1981, arribant al número 7; els singles "Spellbound" i "Arabian Knights" van ser descrits com "pop marvels" -meravelles del pop- pels periodistes de The Guardian. Durant les sessions d'enregistrament de Juju, Siouxsie i el bateria Budgie van formar un duo de percussió anomenat The Creatures, caracteritzat per un so deslligat centrat en les veus i els tambors; El seu primer disc, l'EP Wild Things, va ser un èxit comercial.
En 1982, l'àlbum dels Siouxsie i els BansheesA Kiss in the Dreamhouse era àmpliament aclamat pels crítics. Richard Cook de NME ho va representar com "una proesa d'imaginació mai no enregistrada". El senzill un "Slowdive" era una peça rítmica de ball "acolorida amb violí". Van incloure cordes per primer cop en diverses cançons. Tanmateix, les sessions d'enregistrament es van cobrar un preu, i McGeoch va ser forçat a anar-se'n de la banda.
El 1983, Siouxsie va anar a Hawaii per gravar el primer àlbum de Creatures, Festa, que incloïa l'únic senzill "Miss the Girl". Va ser la seva primera incursió a exotica, incorporant sons d'onades, cors locals de Hawaii i percussions locals. Més tard, aquest any, Siouxsie i Budgie van editar "Right Now", una cançó del repertori de Mel Tormé que The Creatures tornen a orquestrar amb arranjaments de metall. Llavors, amb el Banshees (incloent guitarrista Robert Smith de The Cure), va versionar "Dear Prudence" de The Beatles, el qual va assolir número 3 en el Gràfic de vendes del Regne Unit. Dos àlbums van seguir amb Smith: Nocturne, gravats en directe a Londres el 1983 i Hyæna de 1984. En 1985, el single "Cities in Dust" va ser gravat amb seqüenciadors; va pujar al número 21 en les llistes britàniques. Entertainment Weekly va assenyalar que va ser el primer d'un grapat d'èxits de ràdio d'alt-rock als Estats Units. Tinderbox (1986) i l'àlbum de cobertes de 1987 Through the Looking Glass tots dos va assolir la el Top 15 en el Regne Unit.
El 1988, el single "Peek-a-Boo" va marcar una sortida musical del seu treball anterior anticipant el rock inspirat en el hip hop amb l'ús de "samples". La cançó va ser elogiada per NME com "la marxa oriental d'una banda hip-hop amb cornetes i acordió enganxós" i va ser aclamada per Melody Maker com "una barreja brillantment inesperada d'alteracions de l'acer negre i el pop". L'àlbum Peepshow va rebre una ressenya de cinc estrelles a la revista Q. La balada "The Last Beat of My Heart" emesa com a senzill, va veure na Siouxie explorant nous terrenys amb acordió i cordes
Siouxsie i Budgie anaren a Andalusia a Espanya per gravar el segon àlbum de Criatures, Boomerang. Les cançons van prendre una direcció diferent de les anteriors obres de The Creatures, amb música de suport que va des del flamenc fins als estils de jazz i blues. Incloïa el metall de vent en la majoria de les cançons. El primer senzill era "Standing There". NME va dir que Boomerang era "un paisatge ric i inquietant de l'exòtica"
Anton Corbijn va visitar el grup durant la gravació a prop de Jerez de la Frontera, i Siouxsie li va convèncer per fer fotografies en color, a diferència del seu treball anterior, que era en blanc i negre, i les fotos utilitzades per a la promoció van mostrar Siouxsie i Budgie envoltats de camps de gira-sols.
El 1990 va fer gira per primera vegada amb The Creatures, a Europa i Amèrica del Nord.
El single, Siouxsie i The Banshees, orientat a la música de ball de 1991, va usar la instrumentació de l'Àsia meridional, que es va fer popular a l'escena del club britànic amb el creixement del bhangra. El jugador de taula indi Talvin Singh (que més tard va ser el percussionista de Björk en el seu àlbum de debut de 1993) va participar en la sessió i va donar veu a The Bridge. Amb Kiss Them for Me, els Banshees van aconseguir un èxit en el US Billboard Hot 100 arribant al número 23. Després de l'alliberament de la Superstition que va rebre entusiastes ressenyes, el grup va compartir el primer lloc de cartell de la primera gira de Lollapalooza, augmentant encara més els seus seguidors americans.
En 1992, el director de cinema Tim Burton va demanar que escrivís una cançó per a Batman Returns, i els Banshees va compondre el single "Face to Face".
A mitjan anys noranta, Siouxsie va començar a fer col·laboracions puntuals amb altres artistes. Suede la va convidar a un concert benèfic per a l'organització Hot Red. Amb el guitarrista Bernard Butler, va interpretar una versió de "Caroline Says" de Lou Reed. Spin (magazine) la va revisar com "alta i majestuosa". Morrissey, exlíder dels Smiths, va gravar un duet amb Siouxsie el 1994. Els dos van cantar en el single "Interlude", una cançó que inicialment va ser interpretada per Timi Yuro, una cantant de torch songs femenines dels anys seixanta. "Interlude" va ser llançat sota la bandera de "Morrissey i Siouxsie".
L'últim àlbum d'estudi de Banshees, The Rapture, va ser llançat en 1995; Va ser escrit en Tolosa de Llenguadoc, on recentment s'havia traslladat. Després de la gira d'acompanyament, els Banshees van anunciar la seva divisió durant una conferència de premsa anomenada "20 minuts en 20 anys". The Creatures es van convertir de facto en la seva única banda. Al mateix temps, va llançar la cançó "The Lighthouse" a l'àlbum del productor francès Héctor Zazou Chansons des mers froides. Siouxsie i Zazou van adaptar el poema "Flannan Isle" del poeta anglès Wilfred Wilson Gibson per posar-li lletra a la cançó.
La seva primera actuació en directe en tres anys va ser al febrer de 1998 quan l'ex membre de Velvet Underground, John Cale, la va convidar a un festival anomenat "With a Little Help From My Friends" al The Paradiso en Amsterdam. El concert es va mostrar a la televisió nacional holandesa i va comptar amb una composició de Creatures, "Murdering Mouth", cantada com duet amb Cale. La col·laboració entre els dos artistes va funcionar tan bé que van decidir recórrer els Estats Units des de juliol fins a agost, fent "Murdering Mouth" i "Gun" de Cale, junts com els encores de Creatures i Cale en un programa de concert doble.
L'any següent, Siouxsie i Budgie van llançar Anima Animus, el primer àlbum de The Creatures des de la divisió de Banshees. Incloïa els singles "2nd Floor" i "Pretty Thing". El material va desviar-se del treball anterior, amb un so més urbà des de l'art rock fins a l'electrònica. Anima Animus va ser descrita per The Times com "hipnòtic i amb inventiva". També el 1999, Siouxsie va col·laborar amb Marc Almond en la cançó "Threat of Love".
L'any 2002, va ser classificada com una de les 10 millors artistes de rock femení per Q. Aquest mateix any, Universal va llançar The Best of Siouxsie i The Banshees com la primera reedició del seu catàleg posterior.
El 2003, Siouxsie i Budgie van llançar l'últim àlbum Creatures, Hái !, que va ser en part gravat al Japó, col·laborant amb el taiko player Leonard Eto (abans del Kodo Drummers). Peter Wratts va escriure a Time Out: "La seva veu és l'instrument dominant aquí, esbufecant-se i corrent al voltant d'un teló de fons fantàstic, elegíac i inhumà com canta, ronca i xiuxiueja al voltant de l'àlbum". Ell va qualificar el registre d'un "assoliment de formació de columna vertebral". Hái! va ser precedit pel single "Godzilla!". Aquest any, Siouxsie apareix a la pista "Cish Cash" de Basement Jaxx, del seu àlbum Kish Kash, que més tard va guanyar el Millor Àlbum d'Electrònica / Dansa als Premis Grammy.

## Carrera en solitari (2004 - present)
El 2004 va ser un any crucial per la cantant. Va realitzar una gira per primera vegada actuant com a solista que combinava cançons de Banshees i de Creatures. Es va gravar un DVD en viu anomenat Dreamshow a l'últim concert de Londres, en el qual ella i els seus músics van estar acompanyats per una orquestra de 16 músics, el Millennia Ensemble. Estrenada a l'agost de 2005, aquest DVD va aconseguir la posició número 1 en les llistes de DVD de música del Regne Unit.
El seu primer àlbum en solitari, Mantaray, va ser llançat al setembre de 2007. Pitchfork va escriure: "Ella és realment pop", abans d'acabar la crítica declarant "És un èxit". Mojo va declarar: "una set d'aventura sonora irradia de cada pista". Mantaray va incloure tres senzills: "Into a Swan", "Here Comes That Day" i "About to Happen". L'any 2008, Siouxsie va tocar la cançó "Careless Love" a la banda sonora The Edge of Love del compositor Angelo Badalamenti, col·laborador freqüent amb el director David Lynch. Va interpretar un altre número de Badalamenti, "Who Will Take My Dreams Away", en l'edició anual dels World Soundtrack Awards. Després d'un any de gires, la cantant va tocar l'últim espectacle de la seva gira a Londres el setembre de 2008. Un DVD en viu d'aquesta actuació, Finale: The Last Mantaray & More Show, va ser llançat en 2009.

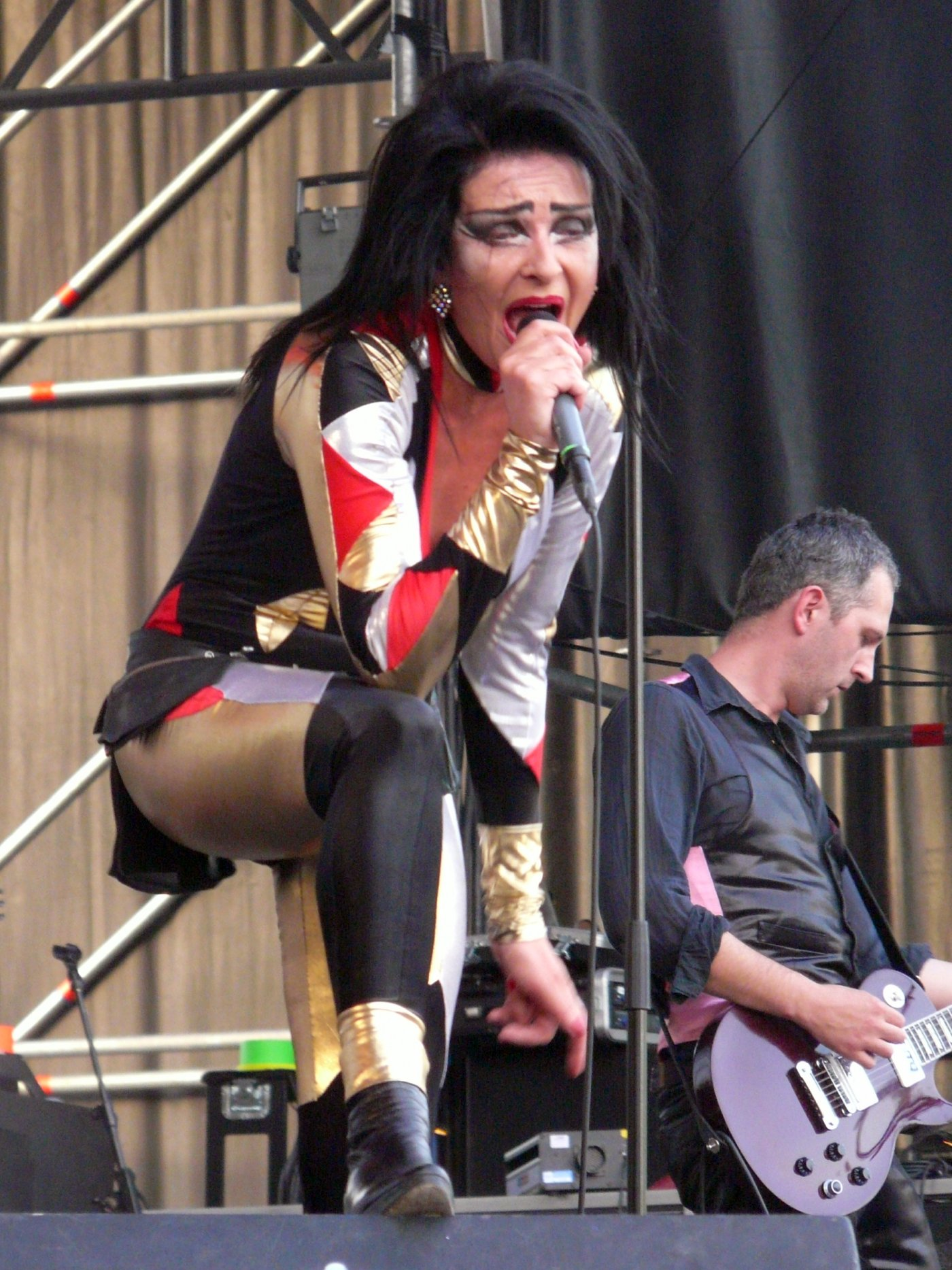
Actuació en el Saturday Night FIBer de Madrid (2008)

El juny de 2013, després d'un hiat de cinc anys, Siouxsie va actuar dues nits al Royal Festival Hall de Londres durant el festival Meltdown de Yoko Ono. Va interpretar l'àlbum Kaleidoscope de 1980 en total, juntament amb altres treballs del seu catàleg posterior, i la seva actuació va ser aclamada per la premsa. També va actuar al concert d'Ono Double Fantasy per cantar la cançó final, "Walking on Thin Ice".
A l'octubre de 2014, ella i l'antic company Banshee Steven Severin van compilar un CD titulat It's a Wonderfull Life per a la revista Mojo de novembre de 2014, en què va aparèixer a la portada. El disc va incloure 15 temes que van inspirar els Banshees.
"Love Crime", la seva primera cançó en vuit anys, va aparèixer al final de la sèrie de televisió Hannibal, difosa a l'agost de 2015. El creador de la sèrie Bryan Fuller, que l'havia contactat el novembre de 2014, va descriure la col·laboració amb Brian Reitzell com "èpic". Al desembre, "Love Crime (Versió Amuse-Bouche)" es va posar a disposició com un senzill digital. El 2016, la cançó (retitulada "Love Crime from the Wrath of the Lamb") es va incloure en totes dues edicions de CD i vinil d'Hannibal Season 3 - Vol. 2 (Banda sonora de televisió original).
El 2023, Siouxsie va anunciar el seu retorn als escenaris. Encapçalà les actuacions del festival Cruel World en Pasadena, Califòrnia, en maig, en el festival Release Athens en juny de 2023. La seva actuació en Madrid a las Noches del Botánico fou elogiada per Time Out. En agost actuà en Cala Mijas (Màlaga).